# Mitra carbonaria
Mitra carbonaria es una especie de molusco gasterópodo de la familia Mitridae.

## Distribución geográfica
Se encuentra  en Australia y Nueva Zelanda